# سوزان توبيس
سوزان توبيس (بالإنجليزية: Susan Taubes)‏ (1928، بودابست في المجر - 6 نوفمبر 1969، نيويورك في الولايات المتحدة)؛ كاتِبة، فيلسوفة وروائية أمريكية. درست في جامعة هارفارد.